# Rally-VM 2020
Rally-VM 2020 är den 48:e säsongen av FIA:s Rally-VM. Säsongen startade med Monte Carlo-rallyt och avslutades med Rally Monza.
Sébastien Ogier tog sin sjunde VM-titel, sin första för Toyota och blev med det historisk som den enda förare som vunnit förartiteln för tre olika stall (Volkswagen, Ford och Toyota).

## Kalender
| Datum                 | Rally                      | Bas                          | Underlag     | Segrande Förare                         | Kartläsare                              | Bil                                     |
| --------------------- | -------------------------- | ---------------------------- | ------------ | --------------------------------------- | --------------------------------------- | --------------------------------------- |
| 22-26 januari         | Rallye Monte-Carlo         | Gap, Hautes-Alpes            | Asfalt & Snö | Thierry Neuville                        | Nicolas Gilsoul                         | Hyundai i20 Coupe WRC                   |
| 13-16 februari        | Rally Sweden               | Torsby, Värmland             | Snö          | Elfyn Evans                             | Scott Martin                            | Toyota Yaris WRC                        |
| 12-15 mars*           | Rally Guanajuato México    | León, Guanajuato             | Grus         | Sébastien Ogier                         | Julien Ingrassia                        | Toyota Yaris WRC                        |
| 23-26 april**         | Rally Argentina            | Villa Carlos Paz, Córdoba    | Grus         | Tävlingen inställd p.g.a. Coronaviruset | Tävlingen inställd p.g.a. Coronaviruset | Tävlingen inställd p.g.a. Coronaviruset |
| 21-24 maj             | Vodafone Rally de Portugal | Matosinhos, Porto            | Grus         | Tävlingen inställd p.g.a. Coronaviruset | Tävlingen inställd p.g.a. Coronaviruset | Tävlingen inställd p.g.a. Coronaviruset |
| 16-19 juli            | Safarirallyt               | Nairobi, Kenya               | Grus         | Tävlingen inställd p.g.a. Coronaviruset | Tävlingen inställd p.g.a. Coronaviruset | Tävlingen inställd p.g.a. Coronaviruset |
| 6-9 augusti           | Neste Rally Finland        | Jyväskylä, Mellersta Finland | Grus         | Tävlingen inställd p.g.a. Coronaviruset | Tävlingen inställd p.g.a. Coronaviruset | Tävlingen inställd p.g.a. Coronaviruset |
| 3-6 september         | Rally New Zealand          | Auckland, Nya Zeeland        | Grus         | Tävlingen inställd p.g.a. Coronaviruset | Tävlingen inställd p.g.a. Coronaviruset | Tävlingen inställd p.g.a. Coronaviruset |
| 4-6 september         | Rally Estland              | Tartumaa, Tartu              | Grus         | Ott Tänak                               | Martin Järveoja                         | Hyundai i20 Coupe WRC                   |
| 24-27 september       | Rally Turkey               | Marmaris, Muğla              | Grus         | Elfyn Evans                             | Scott Martin                            | Toyota Yaris WRC                        |
| 15-18 oktober         | ADAC Rallye Deutschland    | Bostalsee, Saarland          | Asfalt       | Tävlingen inställd p.g.a. Coronaviruset | Tävlingen inställd p.g.a. Coronaviruset | Tävlingen inställd p.g.a. Coronaviruset |
| 28-31 oktober         | Dayinsure Wales Rally GB   | Deeside, Flintshire          | Grus         | Tävlingen inställd p.g.a. Coronaviruset | Tävlingen inställd p.g.a. Coronaviruset | Tävlingen inställd p.g.a. Coronaviruset |
| 29 oktober-1 november | Rally Italia Sardegna      | Alghero, Sardinien           | Grus         | Dani Sordo                              | Carlos del Barrio                       | Hyundai i20 Coupe WRC                   |
| 19-22 november        | Ypres Rally                | Ypres, Belgien               | Asfalt       | Tävlingen inställd p.g.a. Coronaviruset | Tävlingen inställd p.g.a. Coronaviruset | Tävlingen inställd p.g.a. Coronaviruset |
| 3-6 december          | Rally Monza                | Monza, Italien               | Asfalt       | Sébastien Ogier                         | Julien Ingrassia                        | Toyota Yaris WRC                        |

*Tävlingens sista dag ställdes in för att underlätta för team och förare att flyga hem till Europa på grund av Coronaviruset.
**Tävlingen uppskjuten till ännu ej fastställt datum på grund av Coronaviruset.

## Förar-VM
| Plats | Förare           | Bil                   | Poäng |
| ----- | ---------------- | --------------------- | ----- |
| 1     | Sébastien Ogier  | Toyota Yaris WRC      | 122   |
| 2     | Elfyn Evans      | Toyota Yaris WRC      | 114   |
| 3     | Ott Tänak        | Hyundai i20 Coupe WRC | 105   |
| 4     | Thierry Neuville | Hyundai i20 Coupe WRC | 87    |
| 5     | Kalle Rovanperä  | Toyota Yaris WRC      | 80    |
| 6     | Esapekka Lappi   | Ford Fiesta WRC       | 52    |
| 7     | Teemu Suninen    | Ford Fiesta WRC       | 44    |
| 8     | Dani Sordo       | Hyundai i20 Coupe WRC | 42    |
| 9     | Craig Breen      | Hyundai i20 Coupe WRC | 25    |
| 10    | Sébastien Loeb   | Hyundai i20 Coupe WRC | 24    |